# Penglumbaran
Penglumbaran is een bestuurslaag in het regentschap Bangli van de provincie Bali, Indonesië. Penglumbaran telt 3518 inwoners (volkstelling 2010).